# Екатериновка (сельское поселение «Деревня Погореловка»)
Екатериновка (ранее Старая) — деревня в Юхновском районе Калужской области России. Входит в состав сельского поселения «Деревня Погореловка». Ранее входила в состав Медынского уезда.

## География
Расположена на левобережье реки Угра в 15 км от Юхнова, на границе территории национального парка «Угра».

## Население
| 2002 | 2010 |
| ---- | ---- |
| 0    | →0   |